# Adnan Terzić
Adnan Terzić (ur. 5 kwietnia 1960 w Zagrzebiu) – bośniacki polityk, premier Bośni i Hercegowiny w latach 2002–2007, członek Partii Akcji Demokratycznej.

## Życiorys
Objął stanowisko premiera w grudniu 2002 po wyborach parlamentarnych. Jest członkiem wspólnoty bośniackich muzułmanów. Przed objęciem funkcji szefa rządu był aktywny na szczeblu lokalnym, w rodzinnym mieście Travnik. Od 1996 do 2001 był gubernatorem, a potem wicegubernatorem kantonu środkowobośniackiego.